# Millonario

Redistribución de la riqueza en 2020. En la columna de la izquierda se observa que un 1% de la población es millonaria (azul) y en la de la derecha que ese 1% posee el 46% de la riqueza del planeta.
La gente pobre y mísera (<100 mil dólares o <10 mil) es el 88% pero solo posee el 15% de la riqueza.

Un millonario  es una persona cuya riqueza es igual o superior a un millón de unidades monetarias,generalmente en dólares estadounidenses, pudiendo esta encontrarse repartida en bienes o cuentas bancarias. Por extensión, un multimillonario es alguien que tiene al menos cien millones de unidades monetarias. Dependiendo de la moneda, se puede asociar a esta condición un cierto nivel de prestigio. En cambio, en otras, la inflación ha hecho que una persona pueda ser millonaria y pobre al mismo tiempo. Algunos ejemplos son las hiperinflaciones de Hungría en 1946, República Dominicana en 2023, Zimbabue en 2008, Yugoslavia en 1994, Alemania en 1923,  Grecia en 1944 y Venezuela 2019.
El término surgió en Francia y se utilizó por primera vez en Estados Unidos en 1843, tras la muerte de Pierre Lorillard, un magnate del tabaco que dejó una herencia millonaria.
Hoy en día se estila su uso para quien sobrepasa el millón de dólares como moneda global. 